# Vadi-us-Salaam
Vadi-us-Salaam (arabsko ‏وادي السلام, latinizirano: Wādī s-Salām, arabska izgovorjava: [ˈwaːdi‿s.saˈlaːm], lit. 'Dolina miru') je islamsko pokopališče v svetem mestu Nadžaf, Irak. Je največje pokopališče na svetu. Pokopališče pokriva 601,16 ha in vsebuje več kot 6 milijonov grobov. Prav tako vsako leto privabi milijone romarjev.
Pokopališče je v bližini svetišča Alija ibn Abi Taliba, četrtega sunitskega kalifa, pa tudi prvega šiitskega imama. Tako mnogi šiiti v Iraku zahtevajo, da jih pokopljejo na tem pokopališču. Zaradi izboljšanih načinov prevoza so šiiti z vsega sveta pokopani (ali želijo biti) na pokopališču. Da bi bil pokopan na pokopališču, pa mora biti pokopan v eni od skupnih grobnic na pokopališču.

## Šiitske tradicije o pokopališču
Šiitska tradicija pravi, da je Abraham kupil zemljo v Vadi-us-Salaamu in da je Ali rekel, da je Vadi Al-Salaam del nebes. Šiiti tudi na splošno verjamejo, da ima Ali moč posredovati za pokojnike – zmanjšati njihovo trpljenje – med prehodom njihove duše iz posvetnega življenja in če bodo tam pokopani, bodo vstali od mrtvih na sodni dan z njihovim duhovnim vodjem. Poleg tega se domneva, da sta po nekaterih pripovedih tukaj pokopana preroka Hud in Salih.
Šiite spodbujajo, naj pokopljejo svoje mrtve na tem mestu z verskimi edikti, širitev pokopališča pa je tudi posledica šiitizma, ki je »bolj permisiven odnos kot sunitizem glede komemoracije mrtvih in postavljanja mavzolejev.«

### Šiitski pogrebni rituali
Verski obredi, ki se izvajajo v Vadi-us-Salaamu pred pokopom, vključujejo:
- Umivanje telesa in povijanje na pokopališču
- Izvajanje pogrebnih molitev v sosednjem Alijevem svetišču
- Nošenje sveže zavitega trupla okoli svetišča, v dejanju, podobnem obredu tavaf, preden ga prepeljejo na pokopališče
- Recitiranje nekaterih verzov iz Korana na pokopališču za pokojne[7]

## Zgodovina
Dnevni pokopi potekajo že več kot 1400 let in mesto je na poskusnem seznamu Unescove svetovne dediščine. Pokopi v Nadžafu so bili dokumentirani že v partskem in sasanidskem obdobju, starodavna mezopotamska mesta pa so pogosto imela podobna pokopališča, kjer je bilo kopičenje grobnic.
Na pokopališču so med bitko za Nadžaf leta 2004 potekali hudi boji. Ocenjuje se, da je bilo med iraško vojno dnevno tam pokopanih okoli 200 do 250 trupel; vendar se je leta 2010 to število zmanjšalo na manj kot 100. Na pokopališču vsako leto pokopljejo približno 50.000 novih trupel z vsega sveta. Ta številka je večja od približno 20.000 trupel, predvsem iz Irana, ki so jih vsako leto pokopali v začetku 20. stoletja. Večina iraških in veliko iranskih šiitov ima sorodnike pokopane na pokopališču.
Od leta 2014 – kar sovpada s konfliktom proti ISIS – so poročali, da pokopališč zmanjkuje, zaradi česar so jih mnoga ukradli, nezakonito preprodali ali improvizirali. Po besedah enega grobarja: »Še nikoli nisem bil tako zaposlen. Niti po letu 2003 ali 2006 [na vrhuncu državljanske vojne v Iraku].«

## Pomembni spomeniki

### Grobnice velikih ajatol
Na tem pokopališču je pokopan veliki ajatola Muhammad Baqir al-Sadr. Tam je pokopan tudi njegov naslednik Muhammad-Sadiq al-Sadr, njegov grob pa je ena najbolj obiskanih grobnic na pokopališču.

### Svetišče preroka Huda in Saliha
Prvič zgrajeno v 18. stoletju na zahtevo Moḥammada Mahdīja Baḥr al-ʿUlūma nad domnevnimi grobnicama Huda in Saliha na podlagi šiitskih pripovedi. Obnovljeno je bilo v letih 1918 do 1919, potem ko so ga Britanci leta 1917 oskrunili. Popolna nova rekonstrukcija se je začela leta 2018.

### Grob imama al-Mahdija
Grob, posvečena imamu al-Mahdiju.

### Grob imama Ja'farja al-Sadiqa
Grob, posvečena Imamu Ja'farju al-Sadiqu.